# Lesueuria
Lesueuria Woelkerling & Ducker, 1987 é o nome botânico de um gênero de algas vermelhas pluricelulares da família Corallinaceae, subfamília Mastophoroideae.
- São algas marinhas encontradas na Austrália.

## Espécies
Atualmente apresenta 1 espécie taxonomicamente válida:
- Lesueuria minderiana Woelkerling & Ducker, 1987

### Sinonímia
- Não apresenta sinônimos.